# 中臣寿詞
中臣寿詞（なかとみのよごと、中臣の寿詞）は、古代日本での天皇の即位式および大嘗祭において、中臣氏によって奏上された寿ぎ詞（ほぎごと）。「天神寿詞（あまつかみのよごと/あまのかみのよごと）」とも。

## 概要
寿詞（よごと、賀詞）とは「天皇を寿ぐ言葉」を指す。中臣寿詞の場合、元々は「天神寿詞」と称される詞であったが、神事・祭祀を掌る中臣氏（のち大中臣氏）が奏上することから「中臣寿詞」と称されるようになった。文体は祝詞と同様に宣命体。類例に出雲国造が奏上した寿詞である出雲国造神賀詞が知られる。
中臣寿詞の奏上制度の成立は詳らかでない。古くは『日本書紀』において、持統天皇4年（690年）の天皇即位に際して物部麻呂（石上麻呂）は大盾を立て、中臣大嶋は「天神寿詞」を読み、忌部色夫知は神璽の剣鏡を奉ったことが記されている。翌年の持統天皇5年（691年）にも、大嘗祭において中臣大嶋が「天神寿詞」を読んでいる。
飛鳥時代・奈良時代に定められた「大宝令」や「養老令」の神祇令では、践祚の際に中臣氏が「天神之寿詞」を奏上する旨と、忌部氏が「神璽之鏡剣」を奉る旨とが定められている。平安時代に入っても、『貞観儀式』や『延喜式』において同様の旨が定められていた。

## 内容
内容が分かる主な寿詞としては次の2種がある。
- 天仁元年（1108年）の鳥羽天皇の大嘗祭での寿詞
大中臣親定が奏上。現存の寿詞では最古（ただし応永8年（1401年）の書写）。「神宮祭主藤波家文書」の中に存する。
- 康治元年（1142年）の近衛天皇の大嘗祭での寿詞
大中臣清親が奏上。『台記別記』において「中臣寿詞」として収録。

前者は近年に発見された寿詞であり、かつては後者の方が本居宣長が『玉勝間』で初めて紹介して以来よく知られていた。いずれも12世紀に奏上されたものであるが、内容は上古とほとんど変わらないと推測される。
その内容は、天孫降臨での中臣氏祖神（天児屋根命・天忍雲根神）の働きについて述べたのち、大嘗祭での悠紀・主基の卜定と天皇の御代の寿ぎを述べ、最後に寿詞を拝聴する者への下知の形をとる。特に天皇を「大倭根子天皇」と称する点や、『古事記』・『日本書紀』には見えない天忍雲根神に関する中臣氏独自の伝承が記される点が注目されている。